# Parexilisia bipunctoides
Parexilisia bipunctoides là một loài bướm đêm thuộc phân họ Arctiinae, họ Erebidae.